# Peppone
Peppone (eigentlich eine Vergrößerungsform: „großer Sepp“) wird, ebenso wie die ursprüngliche Verkleinerungsform Peppino, in Italien häufig als Spitzname für Giuseppe (Josef) verwendet. Während der 1950er Jahre nannte man in Italien Josef Stalin schlicht „Peppone“. 
Nach demselben Muster abgeleitet sind auch das österreichisch-bayerische Pepi und in der Schweiz Beppi.
Peppone ist auch eine Figur in den Geschichten von Giovanni Guareschi über Don Camillo und Peppone.